# 미드 시즌 인비테이셔널 2019

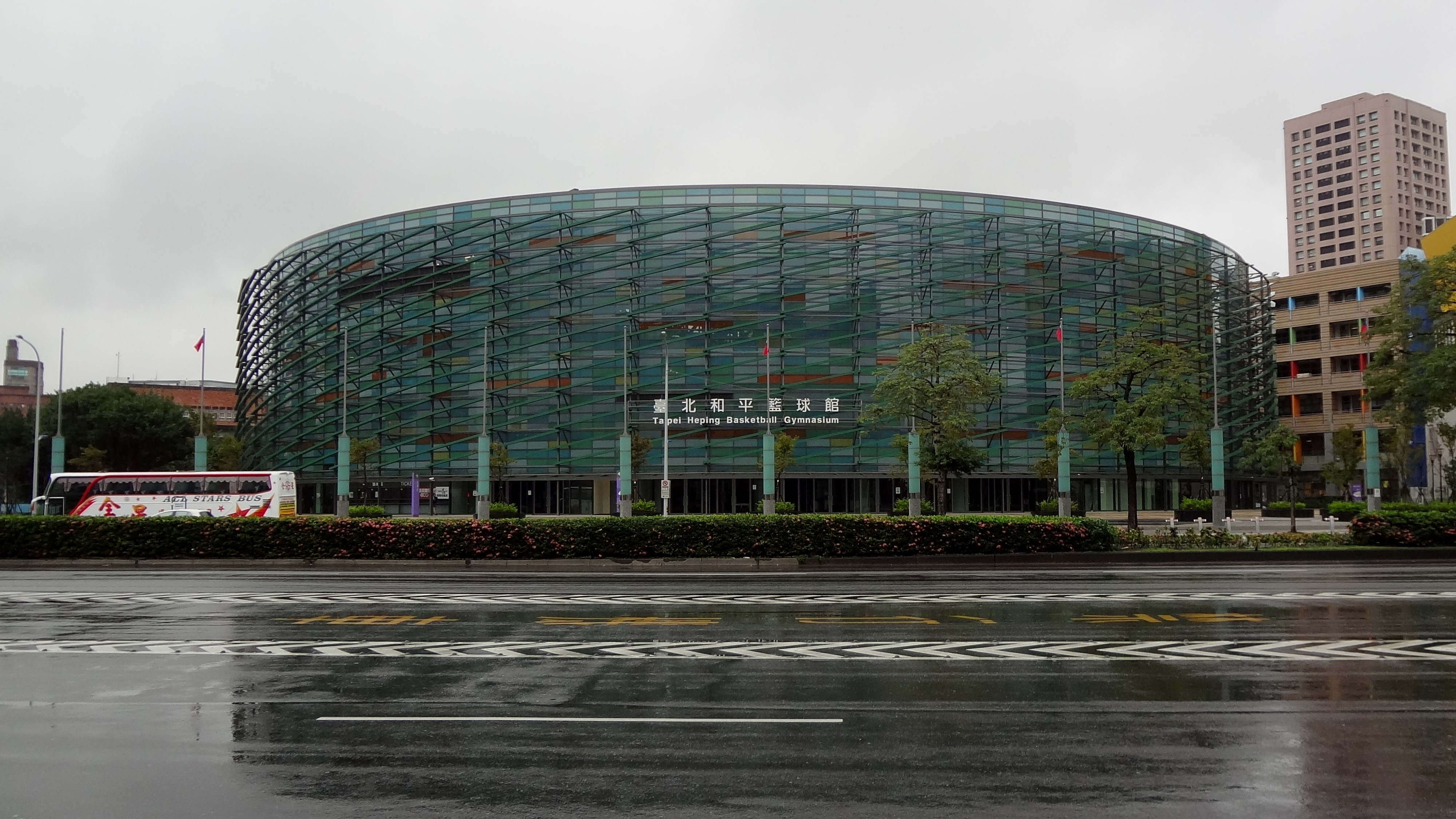

미드 시즌 인비테이셔널 2019(Mid-Season Invitational 2019)은 미드 시즌 인비테이셔널의 5번째 대회이다.

## 개요
- 주최 : 라이엇 게임즈
- 주관 : 라이엇 게임즈
- 후원 : 마스터카드
- 주제가 : Bring home the glory
- 기념 스킨 : 정복자 알리스타

### 방식
- 플레이-인
  - 그룹 스테이지 : 2개조로 나누어 풀 리그 경기 방식으로 진행, 각 조 1위팀이 2라운드 진출
  - 녹아웃 토너먼트
    - 진출전 : 메이저 하위 지역 스프링 시즌 우승 2팀과 1라운드에서 올라온 2팀이 5전 3선승제로 승리한 2팀이 그룹 스테이지 진출
    - 최종전 : 2라운드에서 패배한 두 팀이 5전 3선승제로 승리한 팀이 그룹 스테이지 진출
- 메인 이벤트
  - 그룹 스테이지 : 풀 리그 경기 방식으로 진행, 상위 4팀이 준결승에 진출
  - 결승 토너먼트 : 5전 3선승제

### 변경된 점
- 라틴 아메리카 북부(LLN)과 라틴 아메리카 남부(CLS)가 라틴 아메리카(LLA)로 합병되어 2017년과 같은 13팀이 되었다.
- 리그명 변경 : 유럽(LEC), 북미(LCS), 동남아시아(LST)

### 일정
- 플레이-인
  - 그룹 스테이지 : 5월 1일 (수) ~ 5일 (일)
  - 녹아웃 토너먼트 : 5월 6일 (월) ~ 7일 (화)
- 메인 이벤트
  - 그룹 스테이지 : 5월 10일 (금) ~ 14일 (화)
  - 준결승 : 5월 17일 (금) ~ 18일 (토)
  - 결승 : 5월 19일 (일)

### 경기장
- 플레이-인 :  베트남 호치민시 GG 스타디움
- 메인 이벤트
  - 그룹 스테이지 :  베트남 하노이 국립 컨벤션 센터
  - 결승 토너먼트 :  타이완 타이페이 헤핑농구장

### 상금
- 총 상금 (USD) : $ 1,000,000 (기본 총 상금) + α
- 우승 : 총 상금의 40%
- 준우승 : 총 상금의 20%
- 3-4위 : 총 상금의 10%
- 5-6위 : 총 상금의 5%
- 7위 : 총 상금의 2.5%
- 8-9위 : 총 상금의 1.5%
- 10-11위 : 총 상금의 1.25%
- 12-13위 : 총 상금의 1%

## 지역별 대표
최근 2년 동안 세계 대회 성적에 따라서 참가하는 단계가 나누어 진다.
| 팀                  | 약칭 | 지역  | 자격                                                | 참가 스테이지             | 참가 스테이지             |
| ------------------- | ---- | ----- | --------------------------------------------------- | ------------------------- | ------------------------- |
| 인빅터스 게이밍     | IG   | LPL   | 리그 오브 레전드 프로 리그 2019 스프링 우승         | 메인 이벤트 그룹 스테이지 | 메인 이벤트 그룹 스테이지 |
| SK 텔레콤 T1        | SKT  | LCK   | 리그 오브 레전드 챔피언스 코리아 2019 스프링 우승   | 메인 이벤트 그룹 스테이지 | 메인 이벤트 그룹 스테이지 |
| G2 e스포츠          | G2   | LEC   | 리그 오브 레전드 유러피언 챔피언십 2019 스프링 우승 | 메인 이벤트 그룹 스테이지 | 메인 이벤트 그룹 스테이지 |
| 팀 리퀴드           | TL   | LCS   | 리그 오브 레전드 챔피언십 시리즈 2019 스프링 우승   | 플레이-인 녹아웃 토너먼트 | 플레이-인 녹아웃 토너먼트 |
| 플래시 울브즈       | FW   | LMS   | 리그 오브 레전드 마스터 시리즈 2019 스프링 우승     | 플레이-인 녹아웃 토너먼트 | 플레이-인 녹아웃 토너먼트 |
| 1907 페네르바체     | FB   | TCL   | 터키 챔피언십 리그 2019 윈터 우승                   | 플레이-인 그룹 스테이지   | 1번 시드                  |
| 퐁부 버팔로         | PVB  | VCS   | 베트남 챔피언십 시리즈 2019 스프링 우승             | 플레이-인 그룹 스테이지   | 1번 시드                  |
| 메가 e스포츠        | MG   | LST   | 리그 오브 레전드 동남아시아 투어 2019 스프링 우승   | 플레이-인 그룹 스테이지   | 1번 시드                  |
| 베가 스쿼드론       | VEG  | LCL   | 리그 오브 레전드 컨티넨탈 리그 2019 스프링 우승     | 플레이-인 그룹 스테이지   | 1번 시드                  |
| 데토네이션 포커스미 | DFM  | LJL   | 리그 오브 레전드 일본 리그 2019 스프링 우승         | 플레이-인 그룹 스테이지   | 2번 시드                  |
| 이수루스 게이밍     | ISG  | LLA   | 라틴 아메리카 리그 2019 오프닝 우승                 | 플레이-인 그룹 스테이지   | 2번 시드                  |
| INTZ e스포츠        | ITZ  | CBLOL | 서킷 브라질리안 리그 오브 레전드 2019 서머 우승     | 플레이-인 그룹 스테이지   | 2번 시드                  |
| 바머즈              | BMR  | OPL   | 오세아니아 프로리그 2019 스플릿 1 우승              | 플레이-인 그룹 스테이지   | 2번 시드                  |

## 플레이-인

### 그룹 스테이지

#### A조
| 팀              | 경기 | 승 | 패 | 결과            | 비고           |
| --------------- | ---- | -- | -- | --------------- | -------------- |
| 퐁부 버팔로     | 7    | 5  | 2  | 녹아웃 토너먼트 | vs FB 2승 1패  |
| 1907 페네르바체 | 7    | 4  | 3  | 탈락            | vs PVB 1승 2패 |
| 이수루스 게이밍 | 6    | 2  | 4  | 탈락            | vs BMR 1승 1패 |
| 바머즈          | 6    | 2  | 4  | 탈락            | vs ISG 1승 1패 |

| 대 진 표        | 대 진 표 | 대 진 표 | 대 진 표        | 일 정       | 일 정          |
| --------------- | -------- | -------- | --------------- | ----------- | -------------- |
| 블루 진영       | 스코어   | 스코어   | 레드 진영       | 매치 번호   | 날짜           |
| 퐁부 버팔로     | 승       | 패       | 바머즈          | 1경기       | 2019년 5월 1일 |
| 1907 페네르바체 | 승       | 패       | 이수루스 게이밍 | 2경기       | 2019년 5월 1일 |
| 퐁부 버팔로     | 승       | 패       | 이수루스 게이밍 | 3경기       | 2019년 5월 1일 |
| 1907 페네르바체 | 승       | 패       | 바머즈          | 4경기       | 2019년 5월 1일 |
| 바머즈          | 승       | 패       | 이수루스 게이밍 | 5경기       | 2019년 5월 1일 |
| 1907 페네르바체 | 패       | 승       | 퐁부 버팔로     | 6경기       | 2019년 5월 1일 |
| 바머즈          | 승       | 패       | 퐁부 버팔로     | 7경기       | 2019년 5월 1일 |
| 이수루스 게이밍 | 승       | 패       | 1907 페네르바체 | 8경기       | 2019년 5월 1일 |
| 이수루스 게이밍 | 패       | 승       | 퐁부 버팔로     | 9경기       | 2019년 5월 2일 |
| 바머즈          | 패       | 승       | 1907 페네르바체 | 10경기      | 2019년 5월 2일 |
| 퐁부 버팔로     | 패       | 승       | 1907 페네르바체 | 11경기      | 2019년 5월 2일 |
| 이수루스 게이밍 | 승       | 패       | 바머즈          | 12경기      | 2019년 5월 2일 |
| 퐁부 버팔로     | 승       | 패       | 1907 페네르바체 | 순위 결정전 | 2019년 5월 2일 |

#### B조
| 팀                  | 경기 | 승 | 패 | 결과            | 비고 |
| ------------------- | ---- | -- | -- | --------------- | ---- |
| 베가 스쿼드론       | 6    | 5  | 1  | 녹아웃 토너먼트 |      |
| 데토네이션 포커스미 | 6    | 4  | 2  | 탈락            |      |
| 메가 e스포츠        | 6    | 2  | 4  | 탈락            |      |
| INTZ e스포츠        | 6    | 1  | 5  | 탈락            |      |

| 대 진 표            | 대 진 표 | 대 진 표 | 대 진 표            | 일 정     | 일 정          |
| ------------------- | -------- | -------- | ------------------- | --------- | -------------- |
| 블루 진영           | 스코어   | 스코어   | 레드 진영           | 매치 번호 | 날짜           |
| 메가 e스포츠        | 패       | 승       | 데토네이션 포커스미 | 1경기     | 2019년 5월 2일 |
| 베가 스쿼드론       | 승       | 패       | INTZ e스포츠        | 2경기     | 2019년 5월 2일 |
| 베가 스쿼드론       | 승       | 패       | 데토네이션 포커스미 | 3경기     | 2019년 5월 2일 |
| 메가 e스포츠        | 승       | 패       | INTZ e스포츠        | 4경기     | 2019년 5월 2일 |
| 데토네이션 포커스미 | 승       | 패       | INTZ e스포츠        | 5경기     | 2019년 5월 5일 |
| 베가 스쿼드론       | 승       | 패       | 메가 e스포츠        | 6경기     | 2019년 5월 5일 |
| 데토네이션 포커스미 | 승       | 패       | 메가 e스포츠        | 7경기     | 2019년 5월 5일 |
| INTZ e스포츠        | 패       | 승       | 베가 스쿼드론       | 8경기     | 2019년 5월 5일 |
| INTZ e스포츠        | 승       | 패       | 메가 e스포츠        | 9경기     | 2019년 5월 5일 |
| 데토네이션 포커스미 | 패       | 승       | 베가 스쿼드론       | 10경기    | 2019년 5월 5일 |
| INTZ e스포츠        | 패       | 승       | 데토네이션 포커스미 | 11경기    | 2019년 5월 5일 |
| 메가 e스포츠        | 승       | 패       | 베가 스쿼드론       | 12경기    | 2019년 5월 5일 |

### 녹아웃 토너먼트

#### 진출전
| 대 진 표                     | 대 진 표 | 대 진 표 | 대 진 표                    | 세트 결과 | 세트 결과 | 세트 결과 | 세트 결과 | 세트 결과 | 일 정          |
| 플레이-인 메이저 지역 우승팀 | 스코어   | 스코어   | 플레이-인 그룹 스테이지 1위 | 1세트     | 2세트     | 3세트     | 4세트     | 5세트     | 일 정          |
| ---------------------------- | -------- | -------- | --------------------------- | --------- | --------- | --------- | --------- | --------- | -------------- |
| 팀 리퀴드                    | 3        | 0        | 퐁부 버팔로                 | TL        | TL        | TL        | X         | X         | 2019년 5월 6일 |
| 플래시 울브즈                | 3        | 1        | 베가 스쿼드론               | VEG       | FW        | FW        | FW        | X         | 2019년 5월 6일 |

#### 최종전
| 대 진 표          | 대 진 표 | 대 진 표 | 대 진 표          | 세트 결과 | 세트 결과 | 세트 결과 | 세트 결과 | 세트 결과 | 일 정          |
| 진출전 1경기 패자 | 스코어   | 스코어   | 진출전 2경기 패자 | 1세트     | 2세트     | 3세트     | 4세트     | 5세트     | 일 정          |
| ----------------- | -------- | -------- | ----------------- | --------- | --------- | --------- | --------- | --------- | -------------- |
| 퐁부 버팔로       | 3        | 2        | 베가 스쿼드론     | PVB       | PVB       | VEG       | VEG       | PVB       | 2019년 5월 7일 |

## 메인 이벤트

### 그룹 스테이지
| 팀              | 경기 | 승 | 패 | 결과          | 비고 |
| --------------- | ---- | -- | -- | ------------- | ---- |
| 인빅터스 게이밍 | 10   | 9  | 1  | 결승 토너먼트 |      |
| SK 텔레콤 T1    | 10   | 7  | 3  | 결승 토너먼트 |      |
| G2 e스포츠      | 10   | 5  | 5  | 결승 토너먼트 |      |
| 팀 리퀴드       | 10   | 4  | 6  | 결승 토너먼트 |      |
| 플래시 울브즈   | 10   | 3  | 7  | 탈락          |      |
| 퐁부 버팔로     | 10   | 2  | 8  | 탈락          |      |

| 대 진 표        | 대 진 표 | 대 진 표 | 대 진 표        | 일 정     | 일 정           |
| --------------- | -------- | -------- | --------------- | --------- | --------------- |
| 블루 진영       | 스코어   | 스코어   | 레드 진영       | 매치 번호 | 날짜            |
| G2 e스포츠      | 승       | 패       | SK 텔레콤 T1    | 1경기     | 2019년 5월 10일 |
| 플래시 울브즈   | 패       | 승       | 팀 리퀴드       | 2경기     | 2019년 5월 10일 |
| 퐁부 버팔로     | 패       | 승       | 인빅터스 게이밍 | 3경기     | 2019년 5월 10일 |
| SK 텔레콤 T1    | 승       | 패       | 플래시 울브즈   | 4경기     | 2019년 5월 10일 |
| 인빅터스 게이밍 | 승       | 패       | G2 e스포츠      | 5경기     | 2019년 5월 10일 |
| 팀 리퀴드       | 승       | 패       | 퐁부 버팔로     | 6경기     | 2019년 5월 10일 |
| G2 e스포츠      | 승       | 패       | 팀 리퀴드       | 7경기     | 2019년 5월 11일 |
| 퐁부 버팔로     | 패       | 승       | 플래시 울브즈   | 8경기     | 2019년 5월 11일 |
| 팀 리퀴드       | 패       | 승       | 인빅터스 게이밍 | 9경기     | 2019년 5월 11일 |
| SK 텔레콤 T1    | 승       | 패       | 퐁부 버팔로     | 10경기    | 2019년 5월 11일 |
| 플래시 울브즈   | 패       | 승       | G2 e스포츠      | 11경기    | 2019년 5월 11일 |
| 인빅터스 게이밍 | 승       | 패       | SK 텔레콤 T1    | 12경기    | 2019년 5월 11일 |
| 팀 리퀴드       | 패       | 승       | SK 텔레콤 T1    | 13경기    | 2019년 5월 12일 |
| 플래시 울브즈   | 패       | 승       | 인빅터스 게이밍 | 14경기    | 2019년 5월 12일 |
| 퐁부 버팔로     | 승       | 패       | G2 e스포츠      | 15경기    | 2019년 5월 12일 |
| 팀 리퀴드       | 패       | 승       | 플래시 울브즈   | 16경기    | 2019년 5월 12일 |
| SK 텔레콤 T1    | 패       | 승       | G2 e스포츠      | 17경기    | 2019년 5월 12일 |
| 인빅터스 게이밍 | 승       | 패       | 퐁부 버팔로     | 18경기    | 2019년 5월 12일 |
| G2 e스포츠      | 승       | 패       | 플래시 울브즈   | 19경기    | 2019년 5월 13일 |
| 퐁부 버팔로     | 패       | 승       | 팀 리퀴드       | 20경기    | 2019년 5월 13일 |
| G2 e스포츠      | 패       | 승       | 인빅터스 게이밍 | 21경기    | 2019년 5월 13일 |
| 플래시 울브즈   | 패       | 승       | SK 텔레콤 T1    | 22경기    | 2019년 5월 13일 |
| 인빅터스 게이밍 | 승       | 패       | 팀 리퀴드       | 23경기    | 2019년 5월 13일 |
| 퐁부 버팔로     | 패       | 승       | SK 텔레콤 T1    | 24경기    | 2019년 5월 13일 |
| SK 텔레콤 T1    | 승       | 패       | 팀 리퀴드       | 25경기    | 2019년 5월 14일 |
| G2 e스포츠      | 패       | 승       | 퐁부 버팔로     | 26경기    | 2019년 5월 14일 |
| 인빅터스 게이밍 | 승       | 패       | 플래시 울브즈   | 27경기    | 2019년 5월 14일 |
| 팀 리퀴드       | 승       | 패       | G2 e스포츠      | 28경기    | 2019년 5월 14일 |
| 플래시 울브즈   | 승       | 패       | 퐁부 버팔로     | 29경기    | 2019년 5월 14일 |
| SK 텔레콤 T1    | 승       | 패       | 인빅터스 게이밍 | 30경기    | 2019년 5월 14일 |

### 결승 토너먼트
|  | 준결승전 | 준결승전        | 준결승전 |            |    | 결승전    | 결승전 | 결승전 |  |
|  |          |                 |          |            |    |           |        |        |  |
|  | 1st      | 인빅터스 게이밍 | 1        |            |    |           |        |        |  |
|  | 1st      | 인빅터스 게이밍 | 1        |            |    |           |        |        |  |
|  | 4th      | 팀 리퀴드       | 3        |            |    |           |        |        |  |
|  | 4th      | 팀 리퀴드       | 3        |            | W1 | 팀 리퀴드 | 0      |        |  |
|  |          |                 |          |            | W1 | 팀 리퀴드 | 0      |        |  |
|  |          |                 | W2       | G2 e스포츠 | 3  |           |        |        |  |
|  | 2nd      | SK 텔레콤 T1    | W2       | G2 e스포츠 | 3  | 2         |        |        |  |
|  | 2nd      | SK 텔레콤 T1    |          |            |    |           |        |        |  |
|  | 3rd      | G2 e스포츠      | 3        |            |    |           |        |        |  |

#### 준결승전
| 대 진 표            | 대 진 표 | 대 진 표 | 대 진 표            | 세트 결과 | 세트 결과 | 세트 결과 | 세트 결과 | 세트 결과 | 일 정           |
| 그룹 스테이지 1/2위 | 스코어   | 스코어   | 그룹 스테이지 4/3위 | 1세트     | 2세트     | 3세트     | 4세트     | 5세트     | 일 정           |
| ------------------- | -------- | -------- | ------------------- | --------- | --------- | --------- | --------- | --------- | --------------- |
| 인빅터스 게이밍     | 1        | 3        | 팀 리퀴드           | TL        | TL        | IG        | TL        | X         | 2019년 5월 17일 |
| SK 텔레콤 T1        | 2        | 3        | G2 e스포츠          | SKT       | G2        | SKT       | G2        | G2        | 2019년 5월 18일 |

#### 결승전
| 대 진 표            | 대 진 표 | 대 진 표 | 대 진 표            | 세트 결과 | 세트 결과 | 세트 결과 | 세트 결과 | 세트 결과 | 일 정           |
| 준결승 1경기 승리팀 | 스코어   | 스코어   | 준결승 2경기 승리팀 | 1세트     | 2세트     | 3세트     | 4세트     | 5세트     | 일 정           |
| ------------------- | -------- | -------- | ------------------- | --------- | --------- | --------- | --------- | --------- | --------------- |
| 팀 리퀴드           | 0        | 3        | G2 e스포츠          | G2        | G2        | G2        | X         | X         | 2019년 5월 19일 |

## 최종 순위
- 상금규모 : 미정

| 순위                               | 상금 (USD) | 지역  | 팀명                |
| ---------------------------------- | ---------- | ----- | ------------------- |
| 우승                               | $ 400,000  | LEC   | G2 e스포츠          |
| 준우승                             | $ 200,000  | LCS   | 팀 리퀴드           |
| 준결승에서 탈락                    |            |       |                     |
| 3위                                | $ 100,000  | LPL   | 인빅터스 게이밍     |
| 4위                                | $ 100,000  | LCK   | SK 텔레콤 T1        |
| 그룹 스테이지에서 탈락             |            |       |                     |
| 5위                                | $ 50,000   | LMS   | 플래시 울브즈       |
| 6위                                | $ 50,000   | VCS   | 퐁부 버팔로         |
| 플레이-인 녹아웃 토너먼트에서 탈락 |            |       |                     |
| 7위                                | $ 25,000   | LCL   | 베가 스쿼드론       |
| 플레이-인 그룹 스테이지에서 탈락   |            |       |                     |
| 8위                                | $ 15,000   | TCL   | 1907 페네르바체     |
| 8위                                | $ 15,000   | LJL   | 데토네이션 포커스미 |
| 10위                               | $ 12,500   | LST   | 메가 e스포츠        |
| 11위                               | $ 11,250   | LLA   | 이수루스 게이밍     |
| 11위                               | $ 11,250   | OPL   | 바머즈              |
| 13위                               | $ 10,000   | CBLOL | INTZ e스포츠        |